# Isla Cautín
El Parque Municipal Isla Cautín es un área verde de la ciudad de Temuco, Chile. Su construcción se emplaza sobre el área denominada Isla Cautín, ubicada en el sector Universidad, a orillas del río Cautín, entre el canal Pichicautín por el poniente, y las avenidas Arturo Prat por el oriente y Los Poetas por el norte. El espacio se utilizó hasta 2004 como lugar de maniobras, ejercicios de tiro y entrenamiento del Regimiento Tucapel (por lo que se le conocía popularmente como Valle de Las Lágrimas), pero luego se le incorporó al área urbana de la ciudad y desde 2009 se comenzó a trabajar en su desarrollo como parte de los proyectos para celebrar el Bicentenario de la República.
Desde 2014, es parte de la Ruta Patrimonial Huellas de Pablo Neruda.
El año 2015, como parte de un concurso organizado por el SERVIU Araucanía, el proyecto del arquitecto Osvaldo Moreno Flores fue nombrada como ganadora del concurso  junto a la oficina Martínez & Asociados en 2015. A propósito del proyecto, Sergio Merino, director del Serviu Araucanía, afirmó en Pro Araucanía que ésta “es una obra que le devuelve la oportunidad a las familias de recuperar este espacio, por mucho tiempo olvidado". Para él, el parque y su propuesta le permiten a la comunidad reencontrarse con el río. Como finalidad del proyecto, se encuentra el mejorar la calidad de vida de los habitantes a través de la construcción y mejoramiento de los espacios públicos y áreas verdes, en este caso, de un área emblemática de la Región de la Araucanía.
Los objetivos del proyecto eran crear espacios públicos de esparcimiento social y deportivo, levantando obras al servicio público y otros del tipo privado, articulando infraestructuras, programas y hábitats, organizados en torno a una gran pradera central de libre uso que ofrece la panorámica del paisaje y la geografía circundante. Dentro del espacio público se pretende orientar sus funciones a un carácter multicultural y sustentable, como un lugar de encuentro para los diversos actores, etnias y grupos sociales de la ciudad y la región. El plan, a su vez, contemplaba crear seis plazas, y un memorial a los ejecutados políticos en el área durante la dictadura cívico-militar liderada por Augusto Pinochet.
La inversión alcanzó los 14 mil millones de pesos y su construcción se inició en 2018 contando con la presencia de las autoridades comunales y nacionales, como el ministro de Vivienda Cristián Monckeberg. El Parque Municipal Isla Cautín contempla el uso de 27 hectáreas, la cual su primera etapa fue inaugurada el 21 de abril del 2022, proyectándose al futuro con la inclusión del área verde a los terrenos de la Isla Chica.

## Construcción
Su construcción se inició en 2009, con la prolongación de la avenida Arturo Prat por sobre hasta la avenida Los Poetas a través de un puente, bordeando el río Cautín y el levantamiento de dos plazas, Cívica y Ribereña, y una torre mirador de doce metros de altura, todo con un costo de 1.500 millones de pesos chilenos (2.430.000 dólares estadounidenses.)
En 2013, se construyó el cerco perimetral del parque.
En marzo de 2014, la Municipalidad de Temuco aprobó destinar 300 millones de pesos chilenos para el mejoramiento de la infraestructura de la Isla Cautín. La construcción se inició en noviembre de 2014. Se habilitaron senderos peatonales, juegos infantiles, máquinas de ejercicios, luminarias, servicios higiénicos y estacionamientos. Las obras terminaron en mayo de 2015 y, finalmente, costaron 286 millones de pesos chilenos (467.000 dólares estadounidenses.)
En el año 2018 comenzó la construcción del Parque Municipal Isla Cautín, dándole una conversión total al área que bordea el río Cautín. En abril del 2022 se inaugura la primera etapa del Parque, estando abierta al público de martes a domingo de 10:00 a 19:00.

## Actualidad
En la actualidad el parque está habilitado en todas sus plazas y accesos, además de ser usada por la comunidad como un centro recreativo familiar y deportivo. En septiembre de 2022 se desarrolló durante Fiestas Patrias la "Gran Fiesta de la Chilenidad" en conmemoración de los 212 años de la Primera Junta Nacional de Gobierno en Chile, donde se emplazaron las típicas ramadas y fondas que ofrecieron una gran variedad de gastronomía, juegos típicos y actividades al aire libre.
El parque se ha transformado en un centro cultural de actividades al aire libre en la que han destacado la realización de exposición rurales, ferias tradicionales, festivales de cerveza "oktoberfest" y espacios de recreación de videojuegos y anime.

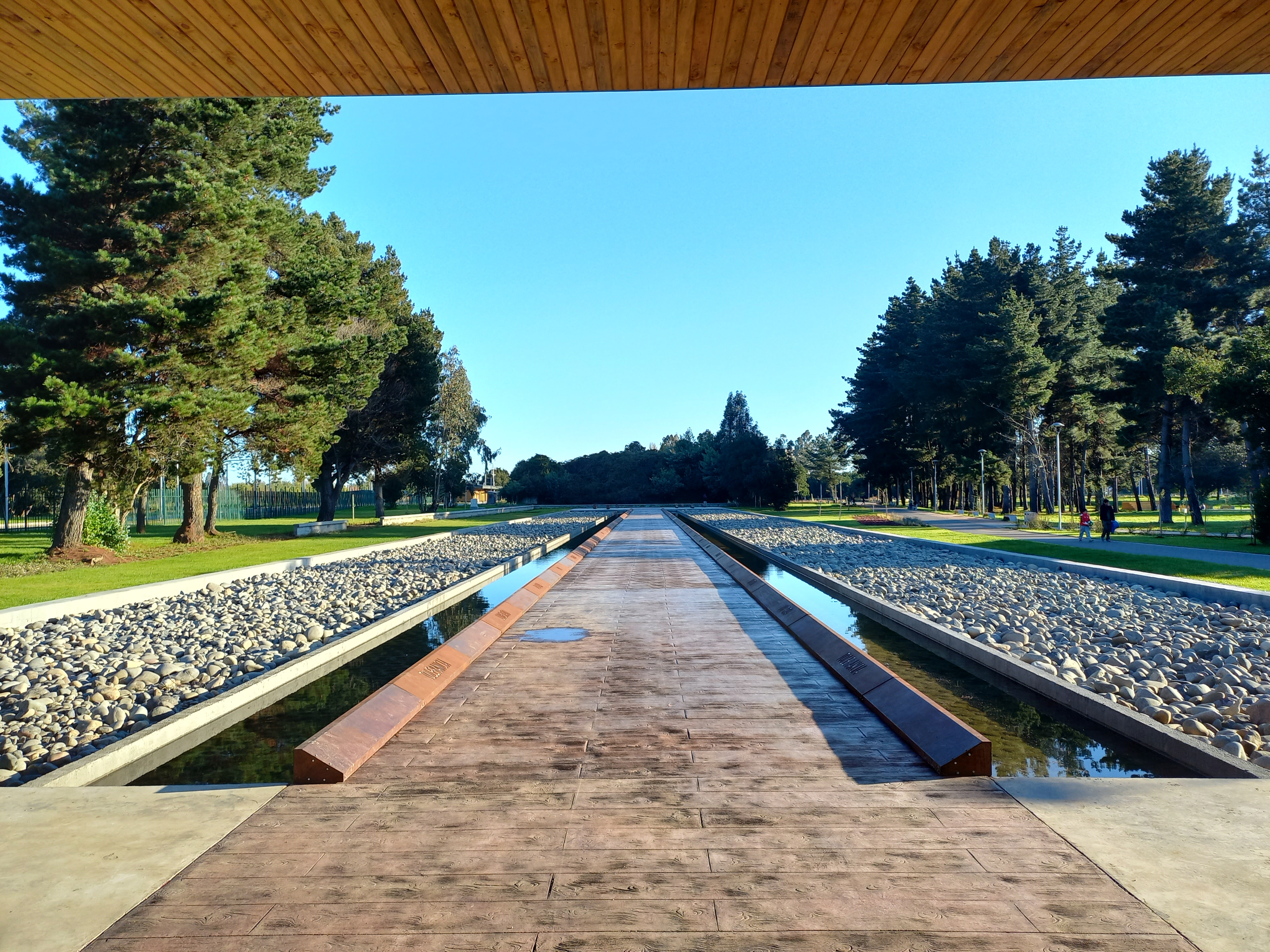
Memorial Derechos Humanos en Parque Isla Cautín, Temuco

## Sectores del parque

### Construidos e inaugurados
- Plaza de Las Tradiciones en la esquina de la Avenida de los Poetas con Arturo Prat.[9]
- Plaza Cívica, usada para diversos eventos, especialmente ocupado por autoridades regionales y comunales.[9]
- Plaza Ribereña, al final de la avenida Arturo Prat. En ella, se encuentra el Mirador de la Isla Cautín, una torre de doce metros de altura.[9]
- Memorial de los Derechos Humanos[7]
- Plaza de La Infancia[7]
- Plaza del Medio Ambiente[7]
- Bosque Nativo de Boldos[7]
- Estadio Cancha Isla Cautín[7]

- Plaza de los Deportes Urbanos[7]
- Mirador 2 Isla Chica[7]

- Acceso 2[14]
- Acceso 3[14]

## Galería
|                                                                      |
| Vista semi-panorámica del interior del Parque Municipal Isla Cautín. |

|                      |
| Interior del Parque. |

|                                                                                  |
| Placa conmemorativa por los Derechos Humanos en el Parque Isla Cautín en Temuco. |